# Biserni otok (Katar)
Biserni otok (ar. جزيرة اللؤلؤة) u Dohi, u Kataru, umjetni je otok s površinom od gotovo 4 km2. To je prvo zemljište u Kataru na kojem je omogućeno vlasništvo stranih državljana. Od 2018. bilo je 27.000 stanovnika.
Nakon što bude potpuno dovršen, očekivalo se da će Pearl stvoriti više od 32 kilometra nove obale, za korištenje kao stambeno naselje s očekivanih 18.831 stanova i 45.000 stanovnika do 2018.
Godine 2004., kada je projekt prvi put otkriven, početna cijena izgradnje otoka iznosila je 2,5 dolara milijardi kuna. Sada se vjeruje da će projekt po završetku koštati 15 milijardi dolara.

## Stambena izgradnja
Stambeni razvoj na otoku ima za cilj uključiti različite nacionalne i međunarodne teme, uključujući aspekte arapske, mediteranske i europske kulture. Biserni otok podijeljen je na 12 okruga (koji se nazivaju i četvrti), od kojih svaki ima poseban arhitektonski stil.

### Tornjevi Porto Arabia
Ukupan broj tornjeva bit će 31 s ukupno 4.700 stanova. Format adrese je jedinica 1234, 1 Porto Arabija. Neke reference koriste PA-1 radi praktičnosti.
| Broj tornja | Parcela  | Naziv tornja         | Developer                                          |
| ----------- | -------- | -------------------- | -------------------------------------------------- |
| 1           | 1        | One                  | UDC                                                |
| 2           | 2A       | Two / Fardhan        | UDC                                                |
| 3           | 2B       |                      | UDC                                                |
| 4           | 3A       | California           | UDC                                                |
| 5           | 3B       | Florida              | UDC                                                |
| 6           | 4        |                      | UDC                                                |
| 7           | 5        |                      | UDC                                                |
| 8, 9, 10    | 6A, C, D | Sabban               | Sabban                                             |
| 11          | 7A       | United               | UDC                                                |
| 12          | 7B       |                      | UDC                                                |
| 13          | 8A       |                      | The Land                                           |
| 14          | 8B       | Tuscan               | The Land                                           |
| 15          | 9A       | Monaco               | The Land                                           |
| 16          | 9B       | Tuscan / VIP         | The Land                                           |
| 17          | 10A      | Monaco               | The Land                                           |
| 18          | 10B      | Tuscan               | The Land                                           |
| 19          | 11A      | La Riviera           | First Qatar                                        |
| 20          | 11B      | Monaco               | The Land                                           |
| 21          | 12       | Jumanah Tower 2      | Al Bandary Real Estate                             |
| 22          | 13A      |                      | UDC                                                |
| 23          | 13B      |                      | UDC                                                |
| 24          | 14A      | Denata / Denat Qatar | Capital Investment / Asteco                        |
| 25          | 14B      |                      | H.H.Shk.Srour Bui Mohamed Al Nahyan, Mr. Ali Ibrah |
| 26          | 15A      |                      | H.H.Shk.Srour Bui Mohamed Al Nahyan, Mr. Ali Ibrah |
| 27          | 15B      |                      | The Land                                           |
| 28          | 16A      | Jumana               | Salam Bounain                                      |
| 29          | 16B      | 29                   |                                                    |
| 30          | 17       | Burj Elegante        |                                                    |
| 31          | 18       | 31                   | UDC                                                |

### Tornjevi Viva Bahriya
Ukupno će biti 29 tornjeva. Format adrese je "Jedinica 1234, 1 Viva Bahriya", pri čemu je "VB‑1" kraća, praktična verzija.
| Broj tornja | Naziv tornja       | Developer            |
| ----------- | ------------------ | -------------------- |
| 1           |                    |                      |
| 2           |                    |                      |
| 3           | Carski rubin       | Durrat Al Doha / QIB |
| 4           | Carski dijamant    | Durrat Al Doha / QIB |
| 5           | Casablanca         | Durrat Al Doha / QIB |
| 6           | Carski opal        | Durrat Al Doha / QIB |
| 7           |                    |                      |
| 10          | Bilal Pearl Suites | AHB                  |
| 11          | Carski             | UDK                  |
| 12          |                    | Zemlja               |
| 13          |                    | Zemlja               |
| 14          |                    | Zemlja               |
| 15          |                    | Zemlja               |
| 16          |                    | Zemlja               |
| 17          | Carski             | Qatar Airways        |
| 18          |                    | Asteco               |
| 19          | Regency Pearl IV   | Al Asmakh nekretnine |
| 20          | Tirkizna           |                      |
| 21          | Carski smaragd     | Durrat Al Doha       |
| 22          | VB22               | Katarski koralj      |
| 23          | VB23               | Katarski koralj      |
| 26          | Regentstvo Pearl V | Al Asmakh nekretnine |
| 27          |                    | UDK                  |
| 28          |                    | UDK                  |
| 29          | Costa del Sol      | UDK                  |

### Četvrt Qanat
"Zajednica nalik Veneciji " Pearl Islanda ima opsežan sustav kanala, trgove i trgove prilagođene pješacima te kuće na plaži. Prvi stanovnici počeli su živjeti u četvrti Qanat 2012. Kada se završi, u četvrti će biti:
- 977 stambenih stanova u 31 zgradi
- 188 gradskih kuća
- 15 mostova, uključujući repliku venecijanskog mosta Rialto
- 200 maloprodajnih jedinica
- 320.000 četvornih metara maloprodajnog prostora
- 1.135 parkirnih mjesta za automobile
- 200 vezova u marini[35]
- Kempinski Resort and Spa

### Četvrt Abraj
Ovo područje nalazi se na ulazu u The Pearl Qatar i imat će 7 tornjeva uključujući najviše zgrade planirane za izgradnju, visoke 40 katova.

## Komercijalne atrakcije
Uprava središnjeg tijela (TCAD), koja pruža usluge poput registracije vlasništva i boravišnih dozvola, otvorena je 3. prosinca 2011. Otok je također bio domaćin natjecanja i izložbe Qatar Classic Cars 2023. te nekoliko događaja tijekom Svjetskog kupa 2022.

### Restorani
Pearl Island ima nekoliko restorana, kao i caffe bar. Midori, japanski restoran u Porto Arabiji, osvojio je nagradu za najboljeg pridošlicu na Time Out Doha Awards 2012. Pampano, kojim također upravlja Hospitality Development Company (HDC), podružnica u potpunom vlasništvu United Development Company (UDC), primarnog developera The Pearl Island, dobio je certifikat "Highly Commended" u kategoriji najbolje južnoameričke tvrtke. 

### Hoteli
Marsa Malaz Kempinski, otvoren 2014., najveći je hotel u The Pearl, a nalazi se na vlastitom otočiću. Hotel ima 281 sobu, plesnu dvoranu od 1100 m2 i konferencijske dvorane. Ima plažu s opremom za vodene sportove i plivanje, 3000 m2 toplica i teniskih terena. Hotel nudi izlete brodom. U sklopu hotela nalazi se sedam restorana.
Regis Marsa Arabia Island, The Pearl Qatar otvoren je 2022. kao drugi objekt brenda u zemlji. Kao i Marsa Malaz Kempinski, nalazi se na vlastitom otoku. Hotel ima 193 sobe, više od 10 restorana, plesnu dvoranu kapaciteta 300 gostiju i sadržaje za vodene sportove.

## Promet
Načini prijevoza razlikuju se od postaje do postaje. Kolica za golf često se koriste u Porto Arabiji i Medina Centrale, dok su taksiji brodom dostupni u Porto Arabiji i Qanat Quartieru. Limuzine su dostupne u Porto Arabiji, Medina Centrale, Qanat Quartier i Viva Bahriya. Tu su i autobusne stanice koje idu do stanice Legtaifiya. Autobusna ruta M110 ide iz Porto Arabije i ide do dijelova Viva Bahriya, zatim do stanice metroa.

## Galerija
- Biserni otok, u izgradnji
- Porto Arabija
- Područje Muranou četvrti Qanat
- Most za Marsa Arabiju u The Pearl
- Biserni otok u sumrak
- Dio Bisernog otoka viđen iz zraka 2022

## Vanjske poveznice
|  | Zajednički poslužitelj ima još gradiva o temi Biserni otok (Katar) |

- Biserni otok  Arhivirana inačica izvorne stranice od 27. srpnja 2018. (Wayback Machine) – službena web stranica